# Axarate

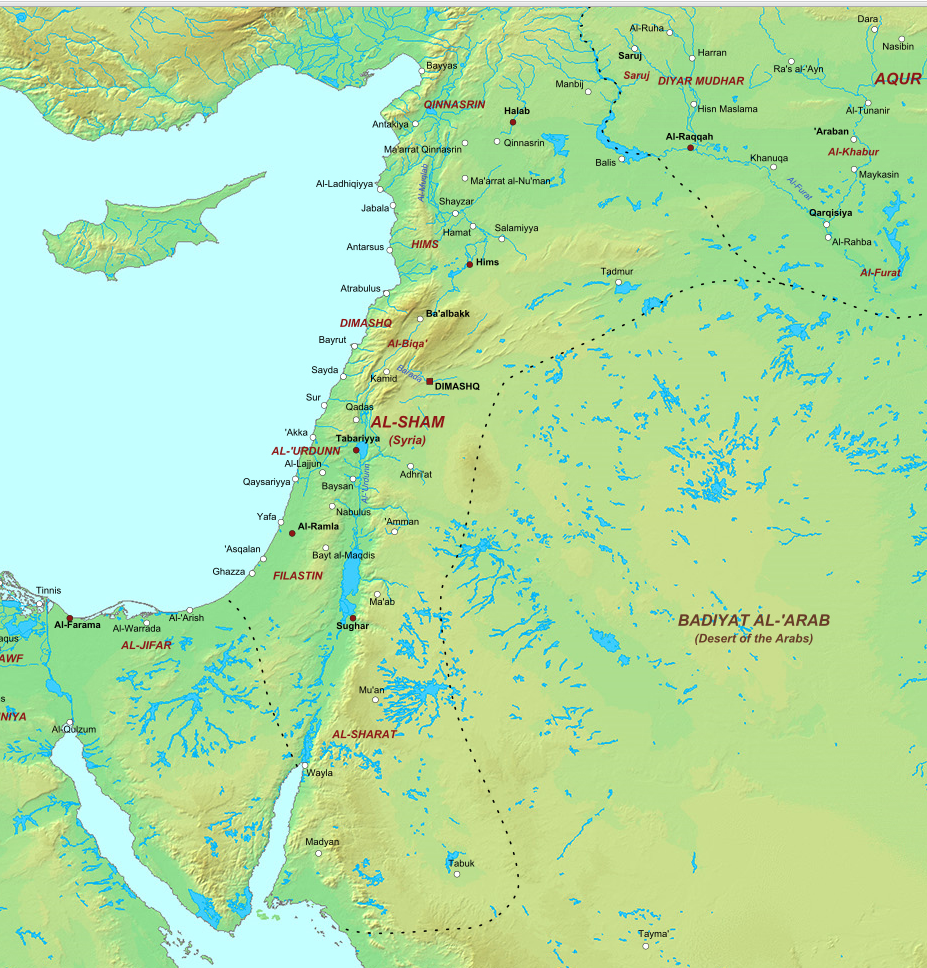
O distrito de Axarate em cerca de 985 mostrado na parte sul da província de Bilade Xame

Axarate ou Axará (em árabe: ٱلشَّرَاة; romaniz.: Ash-Sharāt ou Ash-Sharāh), também conhecido como Bilade Axarate (em árabe: بِلَاد ٱلشَّرَاة‎; romaniz.: Bilād ash-Sharāt) ou 'Jibal Axarate (em árabe: جِبَال ٱلشَّرَاة‎; romaniz.: Jibāl ash-Sharāt), é uma região montanhosa no atual sul da Jordânia e no noroeste da Arábia Saudita. Anteriormente, era um subdistrito no Bilade Xame nos séculos VII e XI.

## Geografia
Na Jordânia atual, começa imediatamente ao sul de Uádi Mujibe. A cordilheira do norte contém montanhas com picos de até 1 200 metros acima do nível do mar, enquanto ao sul as montanhas chegam a 1 500 metros acima do nível do mar. A principal cidade de Bilade Axarate é Caraque. A parte norte da região da Jordânia está sob a administração da província de Caraque, enquanto a parte mais árida ao sul de Aravá está sob a província de Maã. No século IX, sua capital era Adru, mas no final do X, aparentemente foi substituída por Zoar. Outras cidades principais do distrito incluíam Tabuque, Maã, Midiã, Ainuná (na costa ao norte do mar Vermelho), Uaila (Aila) e Raba.

## História
Desde o início da conquista muçulmana do Levante, formou a cora sul (distrito) do Junde de Damasco até o final do século IX, após o qual passou a fazer parte de Junde de Filastine (Palestina). Foram os tulúnidas os primeiro a anexaram Axarate a Filastine para fins práticos, já que o distrito era mais próximo de Filastine do que de Damasco. Em 985, durante o final do Período Abássida, o geógrafo de Jerusalém Mocadaci descreveu-a como seu próprio distrito, nem pertencente a Damasco nem a Filastine, na província maior de Xame (a 'Síria' ou 'Levante').
O distrito correspondia às montanhas de Moabe. O geógrafo persa Alistacri (falecido em 957) descreveu o distrito como "extremamente fértil e rico" e dominado por tribos beduínas saqueadoras. No final do século X, as antigas tribos iemenitas dos lacmidas e judamitas estavam envolvidas numa luta pelo domínio local com os recém-chegados dos taitas. Embora as informações sobre a administração fatímida sobre o Levante sejam vagas, o califa Alaziz (r. 975–996) pode ter feito de Axarate (ao sul de Uádi Mujibe) sua própria província, que durou até a invasão das cruzadas no início do século XII.
Os cruzados anexaram-a na década de 1110. Inicialmente, era parte do domínio real do Reino de Jerusalém, mas em 1126, o Senhorio da Transjordânia foi formado a partir do antigo distrito de Axarate. Sua jurisdição se estendia do rio Zarca, no norte, até o mar Vermelho, no sul. Os cruzados construíram as fortalezas de Montreal (Xaubaque) em 1115 e Craque (Caraque) em 1145. Ambos se tornaram centros importantes do senhorio. Em meados do século XII, os habitantes eram principalmente beduínos de várias tribos caicitas. Naquela época, o geógrafo muçulmano Dreses (falecido em 1165) escreveu sobre a fertilidade do distrito e que produzia uma abundância de azeitonas, amêndoas, figos, uvas e romãs.
Axarate foi conquistado pelos aiúbidas sob Saladino em 1187. Durante o governo aiúbida, o geógrafo sírio Iacute de Hama (falecido em 1229) observou que era uma região montanhosa pela qual passava a estrada de caravanas hajes de Damasco a Meca. Durante o governo mameluco, tornou-se a "Província de Caraque" (Mamlakat al-Karak). Em meados do século XIX, os beduínos da tribo Huaitate invadiram suas porções meridionais e, em meio à anarquia induzida por beduínos na região, os cristãos de Tafilá e Caraque começaram a fugir para o norte. Durante esse tempo, Axarate, com exceção de Ácaba, era em grande parte parte do distrito otomano de Mutassarifia de Caraque (Mutassarifyya al-Karak).